# テレビでアラビア語
テレビでアラビア語（テレビでアラビアご）は、NHK教育テレビジョンにて2008年10月1日から2019年9月まで放送されたアラビア語の語学番組。

## 概要
前身は『アラビア語会話』である。2008年度に各番組のリニューアルが行われたのに合わせたものであるが、アラビア語自体が秋改編で誕生した番組であるため、半年遅れでのスタートとなった。
『アラビア語会話』放送4年間の実績と反省点を踏まえ、番組制作段階からアラブ社会との協力関係を密にすることで、“異教徒”である日本人が踏み込めないディープなアラブ世界に迫ることが可能となった。また、出演者も一新した。
『アラビア語会話』同様、現地取材したスキットを教材として使う。スタジオではネイティブゲストがキーフレーズについて解説し、それを生徒が学ぶ。
2019年10月1日からは『アラビーヤ・シャベリーヤ!』として放送されたが、同番組も2022年3月をもって終了、以降アラビア語の語学番組はラジオ講座のみとなっている。

## 放送時間
『アラビア語会話』同様、『ロシア語会話』を追い出す形で枠を確保した。
2009年度下期は『テレビでロシア語』のスタートにより、放送時間が変更された。

### 2008年度下期
以下“第1シリーズ”と称する。
- 本放送：水曜日 0:00 - 0:25（火曜日深夜）
- 再放送：木曜日 6:00 - 6:25
2008年12月31日の本放送と2009年1月1日の再放送は、年末年始特別編成のため休止。

### 2009年度上期
第1シリーズの再放送。編成見直しで大幅に時間変更された。
- 再放送：水曜日 0:30 - 0:55（火曜日深夜）
- 再々放送：土曜日 5:35 - 6:00
  - 2009年5月6日の再放送・5月8日の再々放送は、アンコール編成のため、2009年4月29日・5月1日と同じ内容のものが放送された。
  - 2009年8月12日の再放送・8月15日の再々放送は、アンコール編成のため、2009年8月5日・8月8日と同じ内容のものが放送された。
  - 2009年8月26日の再放送は、夏季特別編成のため、30分遅れの1:00 - 1:25の放送となった。

### 2009年度下期
第1シリーズの再放送。
- 再放送：金曜日 5:35 - 6:00
2010年1月1日の再放送は、年末年始特別編成のため休止。

### 2010年度
第1シリーズの再放送。
- 再放送：木曜日 0:30 - 0:55（水曜日深夜）
- 再々放送：金曜日 6:00 - 6:25
  - 2010年9月23日の再放送・9月24日の再々放送は、アンコール編成のため、2010年9月16日・9月17日と同じ内容のものが放送された。
  - 2010年12月31日の再々放送は、年末年始特別編成のため、休止。なお、2010年12月30日の再放送は、2010年12月23日・12月24日と同じ内容のものが放送された。
  - 2011年3月17日の再放送・3月18日の再々放送は、東北地方太平洋沖地震（東日本大震災）の臨時ニュースのため、休止になった。なお、第24課を2011年3月24日に、第25課を3月25日に放送された。

### 2011年度
第1シリーズの再放送。
- 再放送：火曜日 0:00 - 0:25（月曜日深夜）
- 再々放送：木曜日 5:35 - 6:00
  - 2011年9月20日の再放送・9月22日の再々放送は、アンコール編成のため、2010年9月13日・9月15日と同じ内容のものが放送された。
  - 2012年1月3日の再放送は、年始特別編成のため、休止。なお、2012年1月5日の再々放送は、2011年12月27日・12月29日と同じ内容のものが放送された。
  - 2012年3月27日の再放送・3月29日の再々放送は、アンコール編成のため、2012年3月20日・3月22日と同じ内容のものが放送された。

### 2012年度上期
以下“第2シリーズ”と称する。
- 本放送：水曜日 1:00 - 1:25（火曜日深夜）
- 再放送：木曜日 5:30 - 5:55
  - 2012年5月2日の本放送・5月3日の再放送は、アンコール編成のため、2012年4月25日・4月26日と同じ内容のものが放送された。
  - 2012年8月30日の再放送は、ロンドンパラリンピック開会式中継に伴い休止になり、31日2:20 - 2:45に放送された。

### 2012年度下期
第2シリーズの再放送。
- 再放送：水曜日 1:00 - 1:25（火曜日深夜）
- 再々放送：木曜日 5:30 - 5:55
  - 2013年1月2日の再放送・1月3日の再々放送は、年始特別編成のため、休止。

### 2013年度・2014年度
第2シリーズの再放送。
- 再放送：水曜日 1:00 - 1:25（火曜日深夜）
- 再々放送：木曜日 5:30 - 5:55

### 2015年度 - 2017年度
第2シリーズの再放送。
- 再放送：木曜日 1:25 - 1:50（水曜日深夜）
- 再々放送：木曜日 5:30 - 5:55

## 出演者

### 第1シリーズ
- 講師：木下宗篤[注釈 1]（アラビア語講師）
- 生徒：宍戸開（俳優）
- ネイティブゲスト：エバ・ハッサン、リーム・アフマド
当時、エバ・ハッサンは東京大学大学院在籍中でした。
- スキットリポーター：ラニア・ジャンマール（アルジャジーラチルドレン・チャンネル）
- きょうのタムリーン：マンスール・ジャーニュ、ムハンマド・ブリほか
- アラブの窓ナレーション：高瀬耕造（アナウンサー）

### 第2シリーズ
- 講師：エバ・ハッサン（教授役）
- 生徒：渡部陽一（戦場カメラマン）
- ネイティブゲスト：オサマ・イブラヒム、ハリール・メクダシ（ランプの精霊のジンニー役）、師岡カリーマ・エルサムニー（アラブ千夜一夜コーナー担当）

## 番組内容

### 第1シリーズ
きょうのダルス
今もアラブ・イスラム世界の歴史が残るモロッコと、潤沢なオイルマネーを元に原油枯渇後を見据えた近代的な国づくりを進めているカタールがスキットの舞台となっている。アルジャジーラ チルドレン・チャンネル製作。
基本のイバーラ
その日のキーフレーズをエバとリームが解説する。
ウスターズ木下の部屋
講師の木下はこのコーナーのみ出演する。アラビア語の文法について詳細に解説する。
きょうのタムリーン
宍戸がその日のイバーラを使って会話にチャレンジする。
キターバの迷宮
リームが講師となり、アラビア文字を教える。
アラブの窓
その日のダルスで取り上げた内容についてより深く紹介する。
エンディング（とっさのアル・アラビーヤ）
別名で写真家として活動している宍戸が撮影したアラブ世界のライブラリから1枚を紹介するとともに、エバとリームがとっさの場面で役立つ表現を紹介する。
復習編
前番組同様、2か月ごとに放送される。

### 第2シリーズ
スキットはドバイを舞台にエバ・ハッサン演じる女性教授が謎を解きながら冒険をしていくストーリーで、スタジオでは渡部が“冒険家”気分を味わいながら、アラビア語の習得を目指す。

## その他
- テキストは、初回放送では隔月刊であったが、2009年度・2010年度・2013年度・2014年度は年間を通して1冊に改められた。また、2012年度下期も1冊に改められた。
- 第1シリーズのVTRで使われているBGMの一部は、『着信御礼!ケータイ大喜利』のオープニングテーマである。

## 制作・著作
- 制作：NHKエデュケーショナル[注釈 2]
- 著作：NHK